# Sars-et-Rosières
Sars-et-Rosières é uma comuna francesa na região administrativa de Altos da França, no departamento do Norte. Estende-se por uma área de 2.6 km². Em 2010 a comuna tinha 613 habitantes (densidade: 235,8 hab./km²).